# Kilopower

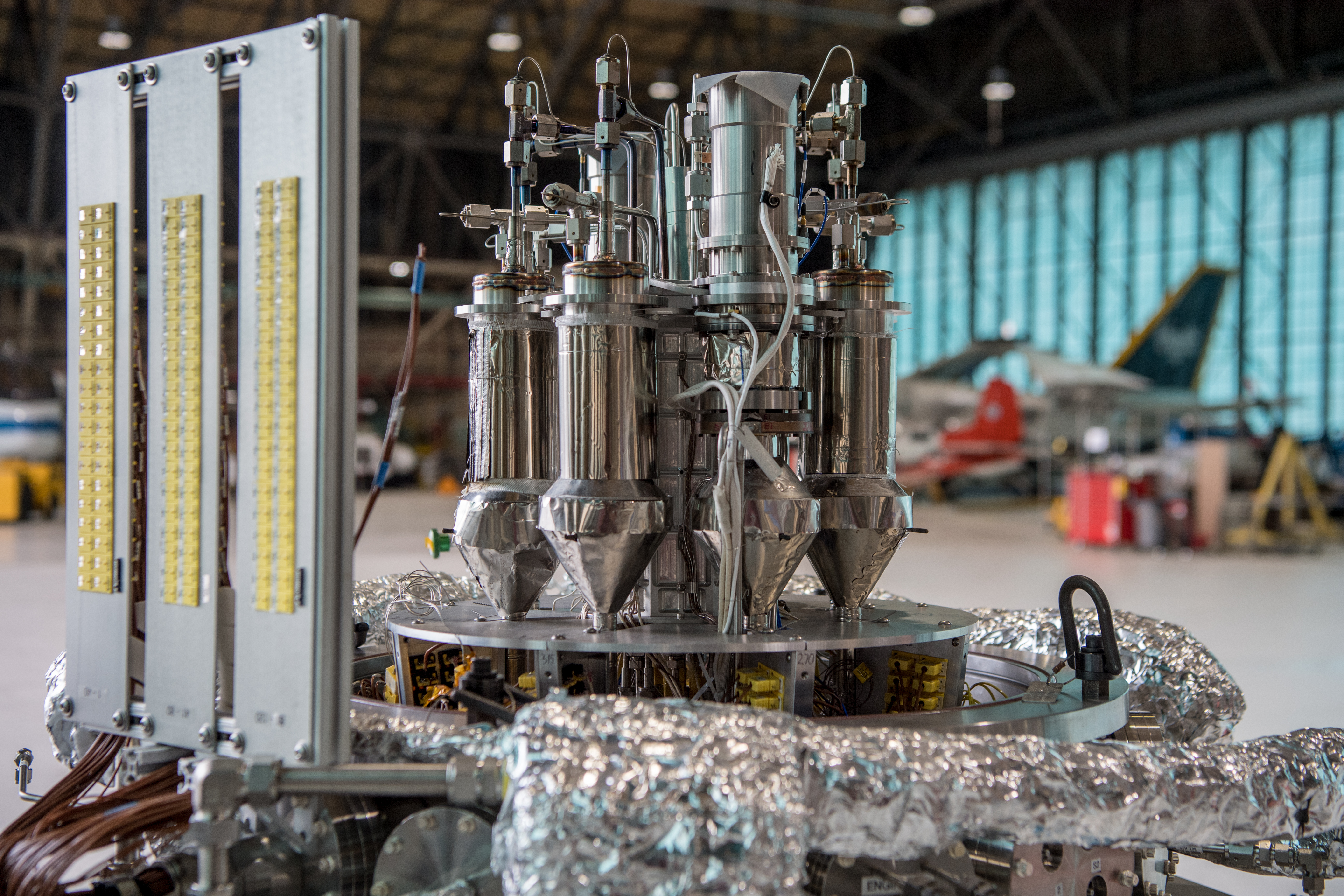
Prototipo da 1KWe realizzato dalla NASA per scopi di test

Kilopower (o KRUSTY, Kilopower Reactor Using Stirling Technology) è un progetto sperimentale volto a produrre un nuovo concetto per i reattori nucleari usati nell'esplorazione spaziale. Il progetto è iniziato nell'ottobre del 2015, sotto la guida della NASA e del NNSA (National Nuclear Security Administration) del dipartimento per l'energia. I reattori Kilopower saranno disponibili in 4 taglie in grado di produrre da 1 a 10 kilowatt di potenza elettrica (1-10 kWe), continuamente per 12-15 anni. Il reattore a fissione utilizza l'uranio 235 per generare calore che viene trasportato ai convertitori Stirling tramite tubi di calore passivi di sodio.
Le potenziali applicazioni includono la propulsione elettrica nucleare e una fornitura costante di energia elettrica per missioni spaziali con equipaggio o robotiche che richiedono grandi quantità di energia, specialmente quando la luce solare è limitata o non disponibile.

## Descrizione
È stato scelto un reattore a fissione che utilizza l'uranio-235 in una lega di molibdeno per la sua realizzabilità e la semplicità di progettazione.  Un nucleo di uranio ha l'ulteriore vantaggio di evitare l'incertezza nella fornitura che avrebbe il plutonio.  Il nucleo del reattore sarà di lega di uranio-235 circondata da pareti di ossido di berillio, che deflettono le emissioni di neutroni e restituiscono la loro energia al nucleo per minimizzare le radiazioni gamma che potrebbero compromettere l'elettronica di bordo.
Il prototipo del reattore KRUSTY Kilopower da 1 kWe pesa 134 kg e contiene 28 kg di U235. Il Kilopower da 10 kW e pensato per Marte dovrebbe avere una massa di 226 kg e contenere 43,7 kg di U235.
Il controllo della reazione nucleare è fornito da una singola asta di carburo di boro che è un assorbitore di neutroni che viene inizialmente inserito per disinibire la radiazione prima di aver raggiunto la destinazione per la produzione. Una volta che il reattore raggiunge la sua destinazione, questa asta, chiamata in gergo veleno neutronico, viene rimossa per consentire l'avvio della reazione nucleare a catena.  Una volta che la reazione è iniziata non può più essere arrestata completamente, sebbene la profondità di inserimento fornisca un meccanismo per regolare il calore emesso dal nucleo del reattore.
Tubi di calore passivi riempiti con sodio liquido trasferiscono quindi il calore del nucleo del reattore a uno o più motori Stirling, che converte il calore in un movimento rotatorio che aziona un generatore elettrico convenzionale.  Il punto di fusione del sodio è 98 °C, il che significa che il sodio liquido può fluire liberamente a temperature elevate tra circa 400 e 700 °C . I nuclei di fissione nucleare funzionano tipicamente a circa 600 °C.
Il reattore è progettato per essere sicuro in una vasta gamma di ambienti e scenari. Diversi meccanismi di feedback sono impiegati per mitigare una fusione del nocciolo. Il metodo principale è il raffreddamento passivo, che non richiede meccanismi meccanici per far circolare il liquido di raffreddamento.

## Test
È stato costruito un reattore di prova chiamato KRUSTY, progettato per produrre fino a 1 kilowatt di potenza elettrica e alto circa 2 metri.  L'obiettivo dell'esperimento KRUSTY è quello di simulare i parametri operativi che sarebbero necessari nelle missioni nello spazio profondo della NASA. Il prototipo Kilopower utilizza un nucleo all'uranio-235, simile alle dimensioni di un rotolo di carta assorbente. Il calore del reattore viene trasferito attraverso tubi di calore passivi di sodio, con il calore convertito in energia elettrica dai motori Stirling. I test per ottenere il TRL 5 sono iniziati a novembre 2017 e sono proseguiti nel 2018. Il test di KRUSTY rappresenta la prima volta che gli Stati Uniti hanno condotto test a terra su qualsiasi reattore spaziale dal 1965, quando è stato testato il reattore sperimentale per il satellite SNAP-10A.
Nel mese di novembre 2017 fino a marzo 2018, i test di KRUSTY sono stati condotti presso il sito nazionale di sicurezza del Nevada. I test includevano la validazione di materiali e componenti termici, test a piena potenza e test di recupero da guasti simulati.
Il reattore KRUSTY è stato utilizzato a pieno regime il 20 marzo 2018 durante un test di 28 ore utilizzando un nucleo di 28 kg. È stata raggiunta una temperatura di 850 °C, producendo circa 5,5 kW di potenza di fissione. Il test ha valutato gli scenari di guasto incluso lo spegnimento dei motori Stirling, la regolazione dell'asta di controllo, il ciclo termico e la disattivazione del sistema di rimozione del calore. Un test SCRAM ha concluso l'esperimento. Il test è stato considerato una dimostrazione di grande successo.